# August Borggreven

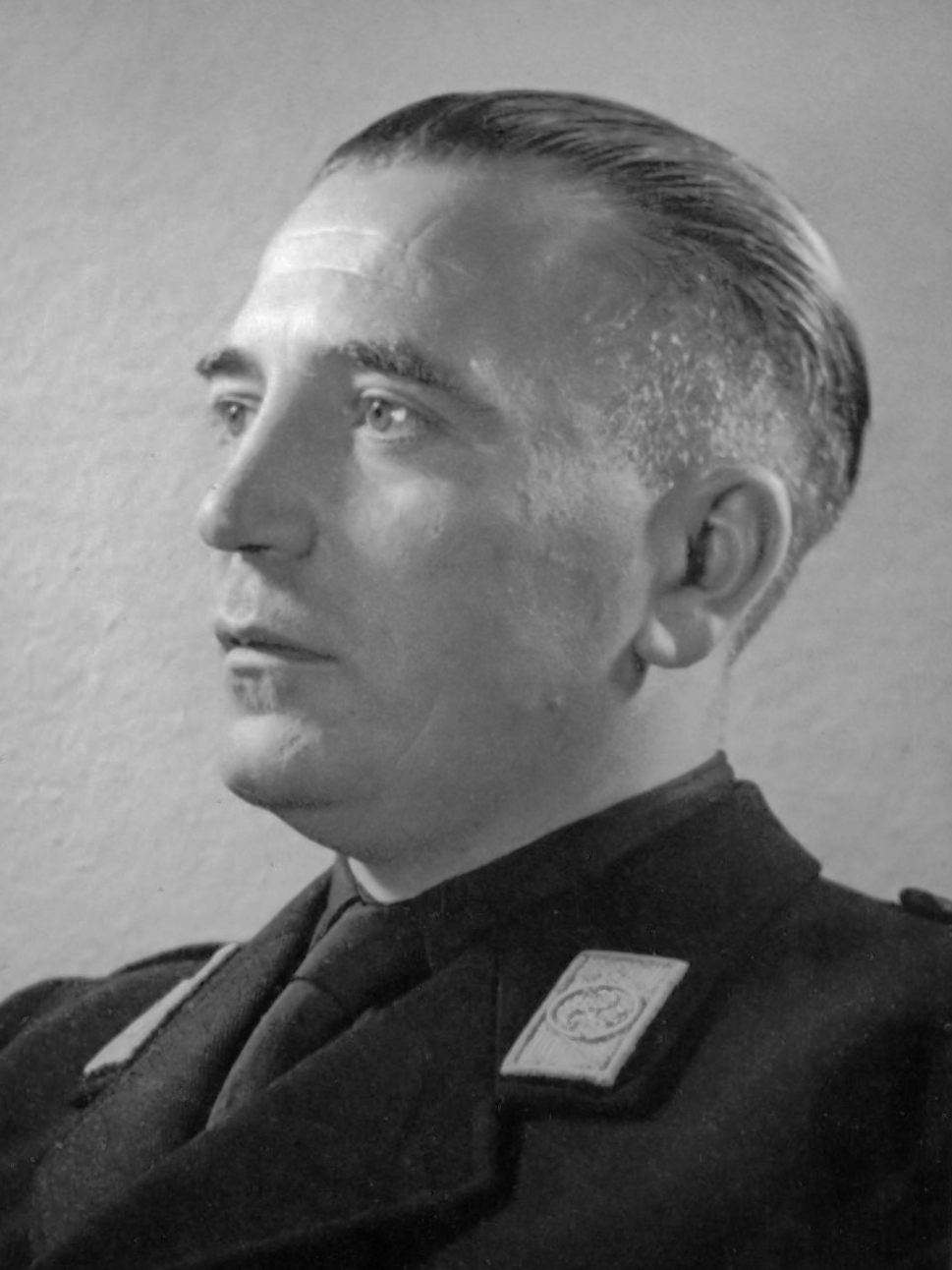
August Borggreven

Augustinus Wilhelmus Johannes Borggreven (Wisch, 9 december 1899 – na 30 januari 1953?) was een Nederlands nationaalsocialistisch politiek activist.
Borggreven, van beroep koopman in boter en eieren, werd in 1933 lid van de Nationaal-Socialistische Beweging (NSB) van Anton Mussert. Hij ontving het stamboeknummer 10613. Mussert benoemde Borggreven na enige jaren tot Gemachtigde in Bijzonderen Dienst. Hij werd uiteindelijk NSB-districtsleider van de Gelderse Achterhoek. Dit district omvatte de kringen Winterswijk, Doetinchem, Zutphen-Lochem, Borculo en Steenderen. In de jaren 1940-1942 had hij een WA-opleidingsschool in Terborg, zijn woonplaats, opgericht. Eind 1941 was Borggreven betrokken bij de werving van Nederlandse ambachtslieden die bij de wederopbouw van Charkov tewerkgesteld zouden worden. Charkov was als gevolg van oorlogshandelingen tijdens de Duitse inval in Rusland zwaar beschadigd geraakt. Borggreven was een fel nationaalsocialist, die regelmatig in aanvaring kwam met de burgemeester van zijn woonplaats, mr. J.J.G. Boot.
Na de oorlog werd Borggreven veroordeeld tot vijf jaar internering.
 Portaal: Fascisme en nationaalsocialisme in Nederland · Fascisme · Nationaalsocialisme